# Doké
Doké est une ville située à l'ouest de la Côte d'Ivoire, et appartenant au département de Bloléquin, dans la Région du Moyen-Cavally. La localité de Doké est un chef-lieu de commune et de sous-préfecture .
Doké est riche en ressources naturelles, notamment le café, le cacao et l'hévéa.